# Balen
Pour les articles homonymes, voir Balen (homonymie).
Ne doit pas être confondu avec Baelen.
Balen (ou Baelen) est une commune néerlandophone de Belgique située en Région flamande dans la province d'Anvers.

## Géographie

### Sections de la commune
| # | Section | Superf. (km²) | Habitants (2020) | Habitants par km² | Code INS |
| - | ------- | ------------- | ---------------- | ----------------- | -------- |
| 1 | Balen   | 55,96         | 19.023           | 340               | 13003A   |
| 2 | Olmen   | 17,02         | 3.785            | 222               | 13003B   |

### Localités
Balen-Dorp, Hulsen, Rosselaar, Schoorheide, Wezel, Rijsbergdijk, Gerheide

### Communes limitrophes
|          | Mol                 | Lommel        |
| Meerhout | Balen               | Lommel        |
|          | Bourg-Léopold - Ham | Hechtel-Eksel |

## Héraldique
|  | La commune possède des armoiries qui lui ont été octroyées le 6 octobre 1819 et confirmées le 6 mai 1839 et à nouveau le 17 décembre 1987. Le domaine de Mol, auquel appartenait le village de Balen, a eu une histoire compliquée avec de nombreux propriétaires. Les armoiries portent une croix de Saint-André, qui provient des armoiries de la famille Roelants, seigneurs de Mol, de Balen et de Dessel pendant quelques décennies au XVIIe siècle. Les couleurs devraient cependant être un écu d'or avec une croix noire. Le saint était probablement à l'origine le saint patron de Mol-Balen-Dessel, Saint-Pierre. Saint André est le saint patron du village de Balen. Le blason le décrit comme étant Saint-André, mais comme le saint détient une clé, il s'agit probablement de Saint-Pierre. Les couleurs sont les couleurs nationales néerlandaises, comme en 1813 le maire a introduit la demande sans indiquer les couleurs. Les armoiries ont donc été octroyées aux couleurs nationales. Lorsque les armoiries ont été confirmées après l'indépendance de la Belgique, les couleurs n'ont pas été changées. En 1987, les armoiries ont été changées. La proposition du Conseil héraldique flamand était de changer les couleurs de l'écu et du support. La municipalité voulait continuer la croix dans les couleurs bleu et or, mais le support a été changé pour Saint-Pierre. Blasonnement : D'azur au sautoir d'or. Cimier : un Saint-Pierre tenant de sa dextre une clé et de sa sénestre un livre fermé, l'écu soutenu à dextre par un lion et à sénestre par un griffon, le tout d'or. Source du blasonnement : Heraldy of the World. |

## Démographie

### Évolution démographique: Avant la fusion des communes
- Sources : INS, Rem. : 1831 jusqu'en 1970 = recensements, 1976 = nombre d'habitants au 31 décembre[3].

### Évolution démographique: Commune fusionnée
Graphe de l'évolution de la population de la commune (la commune de Balen étant née de la fusion des anciennes communes de Balen et d'Olmen, les données ci-après intègrent les deux communes dans les données avant 1977).
- Source : DGS - Remarque: 1806 jusqu'à 1981=recensement; depuis 1990=nombre d'habitants chaque 1er janvier[4]

## Habitants célèbres
- Tom Boonen, Champion Mondiale de Cyclisme en 2005.
- Frédérique Ries, députée européenne depuis 2004
- Jef Geys, considéré comme un des artistes belges les plus importants de sa génération, et qui a beaucoup travaillé sur son lieu de vie et sur sa commune.